# Ricardo Phillips
Ricardo Oscar Phillips (Panama, 31 gennaio 1975) è un ex calciatore panamense, di ruolo centrocampista.

## Biografia
Suo figlio Ricardo è anch'egli un calciatore.

## Carriera

### Club
Ha giocato nel campionato panamense per tutta la carriera eccezion fatta per l'anno 2004, dove si è trasferito negli Stati Uniti.

### Nazionale
Convocato per tre edizioni della Gold Cup, colleziona 84 presenze in 14 anni.